# Албанці в Хорватії
Албанці в Хорватії — автохтонна національна меншина, яка визнається Конституцією Хорватії. Вони обирають спеціального представника хорватського парламенту разом з іншими членами чотирьох інших національних меншин.
За переписом 2011 року, в Хорватії проживали 17 513 албанців (0,41 % від загальної чисельності населення). Найбільшими релігійними групами серед албанців були мусульмани (9594 або 54,8 % з них) і католики (7109 або 40,6 % з них).
Згідно з переписом 1712/14, проведеним у Ліці та Крбаві серед населення волохів та в інших документах були виявлені численні прізвища з албанськими і арбанаськими коренями слів та суфіксами «-Aj» (наприклад, Bulaja, Mataija, Šolaja, Saraja, Suknajić, Rapajić), «-ez» (Kokez, Kekez, Ivez, Malez), Šimleša, Šimrak, Šinđo/a/n, Šintić, Kalember, Flego, Macura, Cecić, Kekić, Zotović і багато інших.
Албанці в Хорватії в різні історичні періоди, зокрема, у Середньовіччі проживали у прибережних містах або в основному асимілювались з волохами. У XVII і XVIII століттях відбулась міграція арбанасі. У сучасний час албанці проживають як сезонні робітники або військові біженці. Незважаючи на існування прізвищ з лінгвістичним албанським походженням, на сьогодні ті люди не можуть розглядатись як албанці.